# Skalice nad Svitavou
Skalice nad Svitavou är en ort i Tjeckien.   Den ligger i regionen Södra Mähren, i den östra delen av landet, 170 km öster om huvudstaden Prag. Skalice nad Svitavou ligger 313 meter över havet och antalet invånare är 615.
Terrängen runt Skalice nad Svitavou är kuperad norrut, men söderut är den platt. Skalice nad Svitavou ligger nere i en dal. Runt Skalice nad Svitavou är det ganska tätbefolkat, med 144 invånare per kvadratkilometer. Närmaste större samhälle är Boskovice, 4,1 km öster om Skalice nad Svitavou. Omgivningarna runt Skalice nad Svitavou är en mosaik av jordbruksmark och naturlig växtlighet.